# Ve Plus TV (Colombia)
Ve Plus TV Colombia (anteriormente llamado VmasTV) fue un canal de televisión por suscripción colombiano de origen venezolano, propiedad de la Organización Cisneros. Fue lanzado el 1 de febrero de 2012 en reemplazo de Novelísima.

## Historia

### VmasTV (2012-2016)
VmasTV posee sus orígenes en Venezuela, país fundador y dueño de la cadena Venevisión, cuya televisora lanzó en 2007 un canal por suscripción nombrado Venevisión Plus, su programación va dirigida especialmente al público venezolano en general, aunque busca afianzarse también en el público internacional, especialmente el público latinoamericano.
De tanto éxito que tuvo el canal por suscripción en Venezuela, tanto así, que cuando el canal local venezolano presentaba baja audiencia por cualquier causa, el público, siempre optaba por ver el canal por suscripción de la misma cadena, antes que ver otro canal local, generándole los mismos ingresos a la cadena.
Tres años más tarde, en 2010, los ejecutivos del canal decidieron lanzar Venevisión Plus en República Dominicana, luego después del éxito de este, se lanzó VmasTV en Colombia que de igual manera al Venevisión Plus Venezuela y Venevisión Plus Dominicana, llega a escalas internacionales, aunque su señal es dirigida a un país en general.

### Ve Plus TV Colombia (2016)
El 1 de mayo de 2016 se unió a la nomenclatura internacional de Ve Plus TV, llamándose Ve Plus TV Colombia, aunque el 29 de julio de 2016, las emisiones del canal, a dos meses de su renombre, cesaron sus transmisiones y el canal desapareció, dejando a Colombia solo con la emisión de la señal internacional.

## Programación
Su programación se basaba en telenovelas, programas de comedias, infantiles, concursos, juveniles y variedades del canal venezolano Venevisión y Venevisión Plus, siendo como una señal internacional para un país destinado.
Su programación se basó en programas de su cadena hermana en Venezuela, Venevisión, y de la productora Venevisión International y otras cadenas. Su programación fue dirigida especialmente para audiencia nacional con programas locales e internacionales.